# 101723 Finger
101723 Finger è un asteroide della fascia principale. Scoperto nel 1999, presenta un'orbita caratterizzata da un semiasse maggiore pari a 2,5373422 UA e da un'eccentricità di 0,1349203, inclinata di 3,67020° rispetto all'eclittica.